# Condado de Stokes
El condado de Stokes (en inglés: Stokes County, North Carolina), fundado en 1789, es uno de los 100 condados del estado estadounidense de Carolina del Norte. En el censo de los Estados Unidos de 2020 tenía una población de 44 520 habitantes con una densidad poblacional de 99,1 personas por milla² (38,3 por km²). La sede del condado es Danbury.

## Geografía
Según la Oficina del Censo, el condado tiene un área total de 1181 km² (456 mi²), de la cual 1171 km² (452,1 mi²) es tierra y 10 km² (3,9 mi²) es agua.

### Municipios
El condado se divide en nueve municipios: 
Municipio de Beaver Island, Municipio de Big Creek, Municipio de Danbury, Municipio de Meadows, Municipio de Peters Creek, Municipio de Quaker Gap, Municipio de Sauratown, Municipio de Snow Creek y Municipio de Yadkin.

### Condados adyacentes
- Condado de Patrick norte
- Condado de Henry nornoreste
- Condado de Rockingham este
- Condado de Forsyth sur
- Condado de Surry oeste

## Demografía
En el 2000 la renta per cápita promedia del condado era de $38 808, y el ingreso promedio para una familia era de $44 615. El ingreso per cápita para el condado era de $18 130. En 2000 los hombres tenían un ingreso per cápita de $30 824 contra $24 319 para las mujeres. Alrededor del 9,60% de la población estaba bajo el umbral de pobreza nacional.

## Lugares

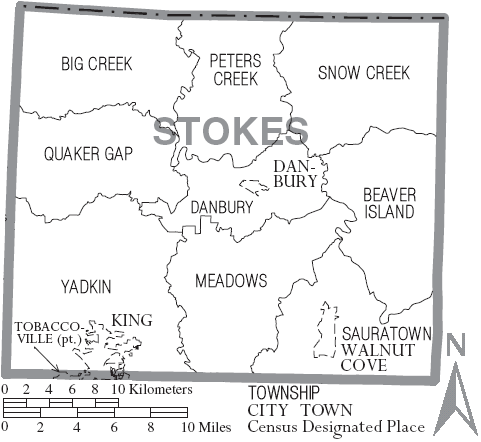
Mapa del Condado de Stokes en Carolina del Norte con sus municipios

### Ciudades y pueblos
- Danbury
- King
- Walnut Cove

### Comunidades no incorporadas
- Aarons Corner
- Asbury
- Boyles Chapel
- Brook Cove
- Brown Mountain
- Campbell
- Capella
- Ceramic
- Chestnut Grove
- Collinstown
- Dalton
- Delta
- Dillard
- Dodgetown
- Flat Rock
- Flat Shoals
- Francisco
- Gap
- Germanton
- Hartman
- Lawsonville
- Meadows
- Moores Springs
- Mountain View
- Mount Olive
- Neatman
- Oak Ridge
- Pine Hall
- Pinnacle
- Poplar Springs
- Prestonville
- Quaker Gap
- Rosebud
- Sandy Ridge
- Volunteer